# Morti nel 1281
| Questa pagina contiene informazioni ricavate automaticamente dalle voci biografiche con l'ausilio del template Bio e di un bot. L'aggiornamento è periodico e automatico e ricostruisce completamente la pagina. Se manca una persona in questa lista, sei pregato di non aggiungerla, ma accertati piuttosto che la sua voce biografica contenga il template Bio e che i dati anagrafici siano correttamente compilati. Se il template Bio manca, inseriscilo tu stesso o, in alternativa, metti l'avviso {{tmp\|Bio}} che ne segnala la mancanza. Se i dati riportati sono sbagliati, correggi direttamente la voce biografica; le modifiche saranno visibili in questa lista entro pochi giorni. Per chiarimenti vedi il progetto biografie. La lista contiene solo le 16 persone che sono citate nell'enciclopedia e per le quali è stato implementato correttamente il template Bio. Pagina aggiornata al 2 giu 2025. |

- 16 febbraio - Gertrude di Hohenberg, nobildonna tedesca (n. 1225)
- 22 febbraio - Guiscardo de Suardi, vescovo cattolico italiano
- 24 febbraio - Denha I, vescovo cristiano orientale siro (n. 1225)
- 24 agosto - Guglielma di Milano, mistica italiana
- 20 settembre - Reinardo I di Hanau, nobile tedesco (n. 1225)
- 6 novembre - Aiglerio, arcivescovo cattolico francese
- 20 dicembre - Hartmann d'Asburgo, nobile
- 24 dicembre - Enrico V di Lussemburgo, conte lussemburghese
- Accursia, giurista italiana (n. 1230)
- Mastro Adamo, italiano
- Anna d'Ungheria, imperatrice bizantina (n. 1260)
- Arakhan, militare e politico mongolo (n. 1233)
- Enrico I d'Avaugour, nobile francese (n. 1205)
- Ertuğrul, turkmeno
- Raniero Fasani, religioso e francescano italiano
- Ivailo di Bulgaria, imperatore bulgaro